# Village Boys
Die Village Boys waren eine deutsche Boygroup, die aus der im Juli 2009 auf TIMM ausgestrahlten Sendung Village Boys – Die große Lips Casting Show hervorging. Es war in Deutschland die erste Castingshow, in der im TV eine schwule Boyband gesucht wurde. Vor den Village Boys gab es mit den Marilyn’s Boys bereits im Jahre 2003 den Versuch eine gecastete, offen schwule Boygroup in Deutschland zu etablieren. Die Gruppe trennte sich im März 2010.

## Bandgeschichte

### Casting beiVillage Boys – Die große Lips Casting Show

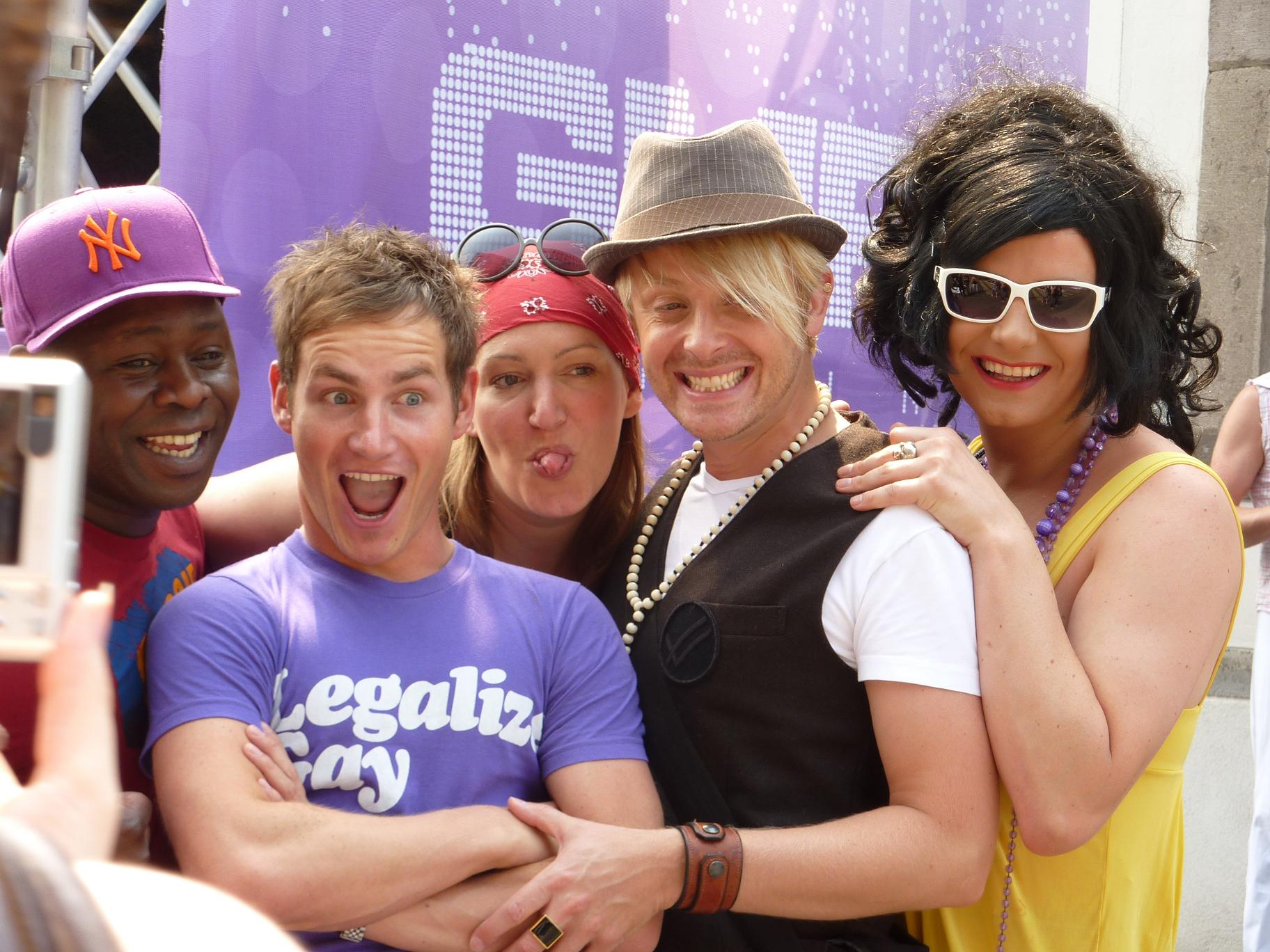
TIMM-Moderator Ricky Breitengraser (Zweiter v. l.) und die Jurymitglieder Jim Reeves, Katja Mitchell, Ross Antony und Nina Queer

Der Sender TIMM und Lips, ein Sing- und Partyspiel für Xbox 360, suchten für die dreiteilige Sendung Village Boys – Die große Lips Casting Show Bewerber für die vier Plätze in der neuen Band Village Boys, dem Nachfolge-Act der Village People. Anlass für die Sendung war laut einer Sprecherin von TIMM „das 40-jährige Jubiläum des Stonewall-Aufstandes, an den am CSD erinnert wird“ und die Idee, „die Village People wieder aufleben zu lassen“. Der Aufruf erfolgte vor allem auf dem Kanal TIMM und in Zeitschriften wie der Siegessäule und der blu. Interessierte hatten die Möglichkeit, sich online oder mit selbstproduzierten Videos zu bewerben. Hierbei gab es keine Alters- oder sonstigen Voraussetzungen, die erfüllt werden mussten. So kämpften auch der heterosexuelle, fünffache Familienvater Zoschi und Catrin, die als einzige Frau antrat, um einen Platz in der Band.
Die Castings fanden bei den Christopher Street Days in Berlin, Köln und München statt, wobei der TIMM-Wagen als Karaoke-Bühne genutzt wurde. Aus rund 250 Videos kamen schließlich 12 Kandidaten in die engere Auswahl und traten beim ersten Casting in Berlin gegeneinander an. Dort mussten sie die Jury von sich überzeugen. Diese bestand aus dem Sänger Ross Antony, dem zukünftigen Manager der Band Jim Reeves, der Drag Queen Nina Queer und der Zimmer frei!-Reporterin Katja Mitchell. Die Ausstrahlung der Sendung erfolgte immer donnerstags nach dem jeweiligen Castingtermin. Obwohl die Jury auch bei den Castings anwesend war, beurteilten sie erst in der Sendung die Auftritte der Kandidaten. Anschließend entschieden die TV-Zuschauer, die per Telefonvoting oder SMS abstimmen konnten, über das Weiterkommen. In den ersten beiden Runden schieden jeweils die drei Kandidaten, in der letzten Runde die zwei Kandidaten mit den wenigsten Anrufen aus. Zudem vergab die Jury nach jeder Runde an einen Kandidaten eine sogenannte Wildcard, der diesen direkt ins Finale beförderte. Die ausgeschiedenen Kandidaten und die Wildcard-Gewinner wurden in den nachfolgenden Castings durch neue, nachrückende Kandidaten ersetzt, die um den Einzug in die nächste Runde kämpften.
Das Live-Finale fand am 16. Juli 2009 in Berlin statt. Dort wurden den drei Wildcard-Gewinnern die neun verbliebenen Kandidaten so zugeteilt, dass sie drei Gruppen mit je vier Mitgliedern bildeten, die jeweils live den Song Better the Devil You Know von Kylie Minogue – welcher 2008 in einer Umfrage zu den schwulsten Lieder auf Platz 7 gewählt wurde – aufführten. Am Ende konnte sich das Team Pierre, bestehend aus Pierre Alexandre, Vladimir Gunjić, David Konietzka und Daniel Braun, gegen die zwei anderen Gruppen durchsetzen.
Die so gecasteten Village Boys gewannen neben einem Plattenvertrag bei Universal noch eine Reise nach New York, der Heimat der Village People.

### Better the Devil You Know

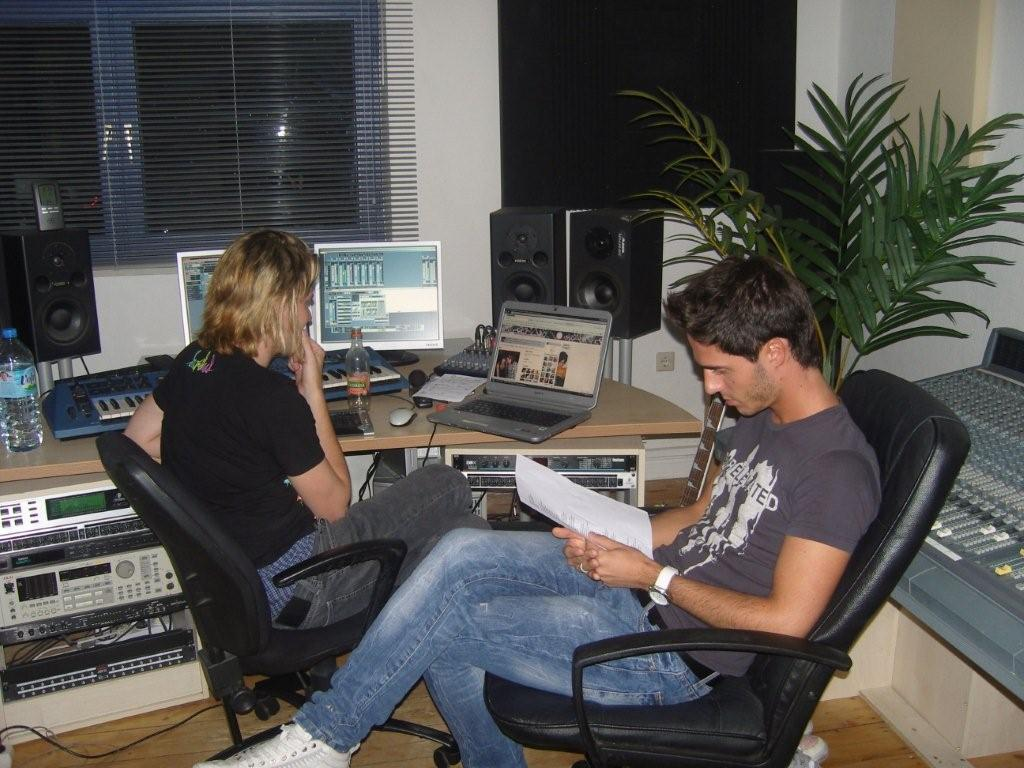
Vladimir im Studio mit Produzent Oliver deVille

Unmittelbar nach dem Live-Finale nahm die Gruppe – in Begleitung des TV-Senders RTL – in einem Tonstudio in Hannover ihre Version von Better the Devil You Know auf, das als Debütsingle geplant war. Die Veröffentlichung erfolgte am 7. August 2009. Better the Devil You Know kam in den deutschen Singlecharts jedoch nicht über Platz 86 hinaus. Weitere Veröffentlichungen in der Folgezeit blieben aus. Bereits im März 2010 löste sich die Formation wieder auf.

## Mitglieder
Daniel Braun (* 4. Mai 1980) stammt aus der Gemeinde Losheim am See, ist wohnhaft in Köln und war Krankenpfleger auf einer Anästhesie- und Intensivstation. Im Juni 2010 war er als Kandidat der VOX-Sendung Das perfekte Dinner zu sehen.
David „Dave“ Konietzka (* 1982) kommt aus dem Ruhrgebiet, absolvierte eine Ausbildung zum Industriemechaniker und besuchte das Berufskolleg in Gladbeck. Zudem war er einige Jahre als Model tätig. Nach dem erfolgten Casting wurde bekannt, dass er als einziges Gruppenmitglied nicht schwul, sondern hetero ist. Anschließend war er unter dem Pseudonym Dave Cavallo bis 2013 Bandmitglied bei Die Traumprinzen.
Vladimir Gunjić (* 12. Juli 1986) ist ausgebildeter Musicaldarsteller.
Pierre Alexandre (* 9. Juli 1979) stammt aus New York und ist wohnhaft in Siegen. Der ausgebildete Musicaldarsteller arbeitet als Sänger, Tänzer und Model. Bei seinem ersten Job sang er im Alter von 17 Jahren zusammen mit Gloria Estefan in Japan. Zudem sang er die Backing Vocals für Cher. Als Tänzer war er bei The Alvin Ailey Dance Company und für die Musicals Aida und Rent engagiert. Eine Hauptrolle hatte er im Musical A Wild Party in Austria. 2005 nahm er an der niederländischen Castingshow Superstar teil.

## Bandname
Der Name der Band wurde in Anlehnung an die Village People vom Produzententeam vorgegeben. Seit 1983 existierte eine deutsche Coverband aus Schönhausen mit dem gleichen Namen, die „Oldies, Country, Rock, Pop und deutsche Kulthits“ spielt.

## Diskografie

### Singles
- 2009: Better the Devil You Know